# Indiana Jones und die Herren der toten Stadt
Indiana Jones und die Herren der toten Stadt (Originaltitel Indiana Jones and the Seven Veils) ist ein 1991 veröffentlichter Abenteuerroman von Rob MacGregor. Es handelt sich um den dritten von insgesamt sechs eigenständigen Indiana-Jones-Romanen, die 1991 und 1992 von MacGregor erschienen. In diesem begibt sich der Archäologe Indiana Jones nach Brasilien, um dort den Verbleib eines britischen Forschers aufzuklären, der auf der Suche nach einer geheimnisvollen Stadt im Dschungel war, die beweisen könnte, dass bereits lange vor der offiziellen Entdeckung Amerikas durch Christoph Kolumbus Menschen aus der Alten Welt nach Amerika gelangt sind.

## Handlung
1926 nimmt Indiana Jones an einer Expedition in Guatemala teil, bei der in Tikal eine Pyramide ausgegraben wird. Dabei geraten sie jedoch mit einheimischen Grabräubern aneinander, die an die gefundenen Schätze gelangen wollen. Man kann diese schließlich überwältigen, Jones wird dabei jedoch am Arm verletzt.
In New York besucht Jones im Museum eine Ausstellung, die von seinem Bekannten Dr. Marcus Brody, dem Kurator des Museums, in die Wege geleitet wurde. Sie zeigt eine Reihe von Artefakten, die Hinweise darauf bieten sollen, dass es schon in der Antike Menschen aus der Alten Welt gelungen ist, nach Amerika zu reisen. Brody ist sich bewusst, dass es sich um ein kontroverses Thema handelt, erhofft sich jedoch, dadurch mehr Menschen dazu zu bringen, sich mit der Materie zu befassen. Besonders ablehnend gegenüber Brodys Werk ist Dr. Victor Bernard, der Jones’ Vorgesetzter ist und Leiter der Grabung in Tikal war. Er ist ein angesehener Fachmann für das Alte Amerika und entsprechend nicht bereit zu akzeptieren, dass es schon in der Antike zu einer Entdeckung des Doppelkontinents gekommen ist. Bernard hat sogar eine Petition gegen die Ausstellung und für die Absetzung Brodys als Kurator ins Leben gerufen und will, dass Jones sie unterzeichnet. Dieser kann dies jedoch nicht, weil Brody ein alter Freund ist und er zudem nicht davon überzeugt ist, dass die Hinweise darauf völlig aus der Luft gegriffen sind.
Später wird Jones von Brody in dessen Büro gebeten. Dieser berichtet ihm, dass Colonel Percy Fawcett, ein alter Bekannter von ihm, auf eine Expedition in den Dschungel von Brasilien gegangen ist, wo er hofft, eine Stadt zu finden, die alten Überlieferungen nach von Menschen mit heller Haut und roten Haaren bewohnt ist. Fawcett vermutet, dass diese Menschen von Überlebenden des sagenhaften Inselreichs Atlantis abstammen. Nun ist Fawcett allerdings verschollen und Brody fürchtet, dass er in Schwierigkeiten ist, denn jemand hat ihm per Post einige Seiten aus dessen Tagebuch zukommen lassen. Beigefügt ist die Botschaft, dass Brody schnell kommen soll, weil sonst Fawcett sterben werde. Er bittet Jones darum, sich nach Brasilien zu begeben und an der Adresse des Absenders – „Hotel Paraíso, Bahia, Brasilien“ – vor Ort nachzuforschen. Jones willigt ein und will vor der Abreise noch einmal bei Deidre Campbell vorbeischauen. Sie hatte ihm vor kurzem gesagt, dass sie in ihrer Beziehung keinen Sinn mehr sieht. Jones sucht deren Wohnung auf, Deidre ist jedoch nicht daheim. Ihre Mitbewohnerin gibt ihm jedoch einen von ihr hinterlassenen Brief. In diesem liest Jones, dass sie sich dazu entschlossen hat, wieder zurück nach London zu gehen und mit dem nächsten Schiff Amerika verlassen wird. Jones bricht sogleich zum Hafen auf, weil er hofft, sie noch zu sehen, bevor sie das Schiff besteigt. Er findet die junge Frau am Hafen stehend, sie brachte es nicht fertig, New York und damit Jones endgültig zu verlassen. Die beiden umarmen sich und Jones fragt, ob sie ihn nach Brasilien begleiten will, woraufhin sie einwilligt.
An Bord des Luxusschiffes Mauretania sind sie auf dem Weg nach Rio de Janeiro und beschließen während der Fahrt, zu heiraten. Als sie auf dem Deck sind, fallen Jones zwei merkwürdige Gestalten auf, die ihn an die Grabräuber in Guatemala erinnern. Zurück in ihrer Kabine findet Deidre auf dem Spiegel im Bad eine Botschaft: Sie sollen aufhören, nach Fawcett zu suchen. Jones will sofort zurück an Deck, da er die beiden Gestalten im Verdacht hat, wird jedoch im Gang niedergeschlagen. Alle Versuche, die beiden Täter ausfindig zu machen, scheitern, niemand an Bord entspricht der Beschreibung. Bei der Einfahrt in den Hafen von Rio de Janeiro findet die Trauung von Jones und Deidre statt, die vom Kapitän des Schiffes vorgenommen wird. In der Stadt nehmen sie verkleidet am dortigen Karneval teil. Von Oron, einem schwarzen Steward, mit dem sie sich gut verstanden haben und der ihr Trauzeuge war, erfährt Jones, als er Deidre vermisst, dass zwei Personen von Bord sich einen Spaß erlaubt haben und eine Brautentführung vorgenommen haben. Jones ahnt, dass es kein Streich ist, sondern eben jene Personen dahinter stecken, welche die Warnung an den Badspiegel geschmiert haben. Gemeinsam mit Oron folgen sie den Spuren, welche sie auf den Zuckerhut führen. Dort finden sie schließlich Deidre noch lebend an einem Baum hängen. Jones will sie heruntermachen, als er Orons Hilfe braucht, stellt sich heraus, dass dieser mit den Entführern zusammenarbeitet. Er verweigert Jones die Hilfe und dieser stürzt mit Deidre in die Tiefe. Sie landen jedoch auf einem Vorsprung, der sie vor dem sicheren Tod rettet.
Sie begeben sich anschließend weiter in die Stadt Bahia, wo sie das Hotel Paraíso aufsuchen, von wo aus die Tagebuchseiten zu Marcus Brody geschickt wurden. Es handelt sich, wie sie feststellen, um kein Hotel mehr, sondern ein Gebäude, wo eine synkretische afrikanische Religion zelebriert wird. In einer Zeremonie, der sie beiwohnen, erleben sie, wie eine Gottheit durch einen Menschen spricht. Hinweise zum Verbleib von Fawcetts Tagebuch erhalten sie nicht. Es wird ihnen nur gesagt, dass sie eine weibliche Person suchen sollen, die ihnen hierbei weiterhelfen kann. Ratlos, wie man damit umgehen sollen, kehren Jones und Deidre ins Hotel zurück, wo sie eine Nachricht finden, dass das Tagebuch zu einer bestimmten Uhrzeit in einem bestimmten Lokal übergeben werden kann, allerdings soll Jones alleine kommen. Dieser begibt sich dorthin, muss aber feststellen, dass die beiden Personen vom Schiff und Oron dort auf ihn warten. Es kommt zu einer Schlägerei, woraufhin Jones verhaftet und ins Gefängnis gebracht wird. Deidre, die davon erfährt, gelingt es jedoch, ihn freizukaufen. Sie hat gute Nachrichten für Jones: Als sie alleine im Hotel aufwachte, stellte sie fest, dass jemand dort gewesen ist und Fawcetts Tagebuch ins Zimmer gelegt hat. Jones liest es und erfährt daraus, dass es Fawcett tatsächlich gelungen ist, die besagte Stadt, welche den Namen Ceida trägt, zu finden. Seine Hoffnungen, die Stadt erforschen zu können, wurden jedoch enttäuscht, wie zu lesen ist, stattdessen durfte er sich nur in einem abgeschlossenen Zimmer aufhalten. Weiter ist den Aufzeichnungen zu entnehmen, dass die Bewohner Ceidas eine Technik beherrschen, mit der es möglich ist, sich selbst oder Gegenstände zu verschleiern, d. h. nahezu unsichtbar zu machen. Fawcett schrieb auch, dass er sich während seines Aufenthalts in der Stadt nicht sicher war, was Traum und was Wirklichkeit ist.
Jones will sich zu einer Guavenplantage begeben, wo sie nach Brodys Hinweis einen britischen Piloten finden, um Fawcetts Spur zu folgen. Zuvor begeben sie sich nochmal zum Hotel Paraíso, wo sie auf die Person stoßen, auf die während der religiösen Zeremonie verwiesen wurden. Es handelt sich um Rae-la, die in Fawcetts Tagebuch als Führerin erwähnt wurde. Sie offenbart gemeinsam mit ihrem Gefährten Amergin, dass sie Bewohner der Stadt sind, die Fawcett gesucht und gefunden hat. Sie wollen ihnen dabei helfen, den verschwundenen Forscher aus der Stadt, in der er festgehalten wird, zu befreien. Auf der Plantage angekommen werden sie von der Gegenseite überrascht und erfahren, dass niemand anderer als Jones’ Vorgesetzter Bernard ihr Auftraggeber ist. Dieser hat eine große Wette laufen, ob Fawcett bis zu einem gewisser Stichtag wieder auftauchen wird und würde, wenn er verliert, sehr viel Geld verlieren, weshalb er unbedingt verhindern will, dass der verschwundene Forscher wieder auftaucht. Sie sollen schließlich in der Luft aus dem Flugzeug geworfen werden, allerdings kann die Lage unter Kontrolle gebracht werden, Bernards Handlager stürzen in die Tiefe. Bernard selbst soll sie Jones’ Wunsch gemäß mit nach Ceiba begleiten, damit er sieht, dass seine Sichtweise, dass es keine antiken Entdeckungen Amerikas gab, falsch ist.
Den Anweisungen der beiden Ceibaner folgend landen sie auf einem Fluss nahe einem Indianer-Dorf, wo sie ein Lager aufschlagen und dann zu Fuß weitergehen wollen. Deidre findet heraus, dass die Sprache der Ceibaner dem Gälischen sehr nahe steht und unterhält sich bei Gelegenheit mit Rae-la. Diese meint zu ihr, dass sie und Amergin Fawcett aus der Stadt bringen werden, der Rest der Gruppe soll derweil am Lagerplatz warten. Sie warnt Deidre, dass sie oder Jones auf keinen Fall die Stadt betreten sollen. Der Grund dafür ist, dass deren Bewohner seit längerem das Problem haben, dass die Verschleierungsfähigkeit des Nachwuchses abnimmt und sie immer mehr gezwungen sind, frisches Blut in ihr Volk zu bringen. Fremde, welche in die Stadt gelangen, werden daher gefangen genommen und zur Zucht verwendet. Die beiden Ceibaner begeben sich alleine zur Stadt, allerdings werden die zurückgebliebenen von Indianern angegriffen. Sowohl Bernard als auch der Pilot sterben dabei, nur Jones und Deidre überleben. Sie beschließen, entgegen der Warnung den beiden Ceibanern zur Stadt zu folgen, weil sie dort sicher seien – die Indianer des Gebiets meiden die Stadt und ihre Umgebung, weil sie glauben, dass dort böse Geister leben. Dort angekommen werden sie von Kriegern aus Ceiba gefangen genommen und in einen Raum eingesperrt. Sie erleben das, was bereits Fawcett in seinem Tagenbuch beschrieben hat, nämlich dass sie nicht mehr sicher einschätzen können, was wirklich erlebt wird und was sie nur träumen.
Inzwischen überlegen die Ceibaner, was mit den Gefangenen geschieht. In einer Ratssitzung setzt sich Rae-la dafür ein, dass man Jones, Deidre und Fawcett gehen lassen soll, da niemand gegen seinen Willen festgehalten werden sollte. Amergin argumentiert dagegen, dass Jones und Deidre wussten, was ihnen in Ceiba blüht, dennoch aber die Stadt trotz der Warnung aufgesucht haben. Rae-la erwidert, dass diese nicht vorhatten, die Stadt aufzusuchen, sondern nur kamen, weil sie angegriffen wurden. Es stellt sich heraus, dass Amergin sich verschleiert als Geist ausgab und die Indianer zum Angriff auf der Lager der Gruppe bewegt hat. Das Urteil lautet schließlich, dass die Fremden noch fünf Jahre in der Stadt verbringen müssen und dann freigelassen werden. Rae-la macht sich danach auf die Flucht aus der Stadt, weil sie weiß, dass sie hier nicht länger bleiben kann. Jones, Deidre und Fawcett ist es inzwischen gelungen, auszubrechen und in den nahegelegenen Fluss zu springen, der sie aus dem Gebiet der Ceibaner bringt. Sie schaffen es zurück zum Lager und zu dem dort angebundenen Flugzeug. Die nun bei ihnen auftauchende Rae-la will sie begleiten, allerdings erscheint Amergin und droht, dass alle sterben, wenn Rae-la nicht mit zurück zur Stadt kommt, woraufhin sie von ihrem Plan ablässt. Sie verlassen schließlich den Ort mit dem Flugzeug, müssen allerdings in der Luft feststellen, dass der Treibstofftank beschädigt worden ist und der Tank somit leer ist. Das Flugzeug stürzt daraufhin ab und Jones sieht in einem Zustand zwischen Leben und Tod den Zauberer Merlin, der ihm zuvor bereits bei Stonehenge begegnet ist. Dieser sagt, dass Jones nun die Wahl habe seinen Tod zu akzeptieren oder doch noch einmal zurückzugehen. Jones entscheidet sich schließlich dafür, wieder zurück ins Leben zu gehen. Er erwacht später in einer christlichen Missionsstation und muss erfahren, dass sowohl Fawcett als auch seine Frau Deidre den Absturz nicht überlebt haben. Der eigens angereiste Marcus Brody taucht vor Ort auf und muss feststellen, dass Jones sich an vieles, was während der Reise geschehen ist, nicht mehr erinnern kann. Auf Brodys Frage, ob sie die Stadt gefunden haben, erinnert sich Jones zwar an den Namen Ceiba, glaubt aber, diesen Namen ausschließlich aus einer Erzählung eines Indianerstamms zu kennen. An die Geschehnisse in der Stadt selbst besitzt er keinerlei Erinnerung mehr.

## Ausgaben
- Rob MacGregor: Indiana Jones und die Herren der toten Stadt, übersetzt von Bettina Zeller. Goldmann, München 1993, ISBN 3-442-42330-9.

## Verweise
- Rezension des Romans auf fictionBox